# Wolfova cena za lékařství
Wolfova cena za lékařství je izraelské vědecké ocenění, udělované každoročně Wolfovou nadací. Dalšími kategoriemi ocenění jsou ceny za matematiku, fyziku, chemii, umění a zemědělství.

## Seznam nositelů
- 1978 George Davis Snell, Jean Dausset, Jon J. van Rood
- 1979 Roger W. Sperry, Arvid Carlsson, Oleh Hornykiewicz
- 1980 Cesar Milstein, Leo Sachs, Sir James L. Gowans
- 1981 Barbara McClintock, Stanley Norman Cohen
- 1982 Jean-Pierre Changeux, Solomon Snyder, Sir James Whyte Black
- 1983/4 bez ocenění
- 1984/5 Donald F. Steiner
- 1986 Osamu Hajaiši
- 1987 Puedro Cuatrecasas, Meir Wilchek
- 1988 Henri-Gery Hers, Elizabeth F. Neufeld
- 1989 John B. Gurdon, Edward Lewis
- 1990 Maclyn McCarty
- 1991 Seymour Benzer
- 1992 Judah Folkman
- 1993 bez ocenění
- 1994/5 Michael J. Berridge, Jasutomi Nišizuka
- 1995/6 Stanley B. Prusiner
- 1997 Mary F. Lyonová
- 1998 Michael Sela, Rut Arnonová
- 1999 Eric Richard Kandel
- 2000 bez ocenění
- 2001 Avram Herško, Alexander Varshavsky
- 2002/3 Ralph L. Brinster, Mario R. Capecchi, Oliver Smithies
- 2004 Robert Weinberg, Roger Tsien
- 2005 Alexander Levitzki, Anthony R. Hunter, Anthony J. Pawson
- 2006/7 bez ocenění
- 2008 Howard Cedar, Aharon Razin
- 2009 bez ocenění
- 2010 Axel Ullrich
- 2011 Šin’ja Jamanaka, Rudolf Jaenisch
- 2012 Ronald M. Evans
- 2013 bez ocenění
- 2014 Nahum Sonenberg, Gary Ruvkun, Victor Ambros
- 2015 John Kappler, Philippa Marrack, Jeffrey Ravetch
- 2016 C. Ronald Kahn, Lewis C. Cantley
- 2017 James P. Allison
- 2018 bez ocenění
- 2019 Jeffrey M. Friedman
- 2020 Emmanuelle Charpentier, Jennifer Doudna
- 2021 Joan A. Steitz, Lynne E. Maquat, Adrian R. Krainer
- 2022 bez ocenění
- 2023 Daniel J. Drucker
- 2024 Botond Roska, José-Alain Sahel